# Editorial Caminho

Um exemplar de uma edição da Editorial Caminho (Memorial do Convento, José Saramago, 48ª edição)

A Editorial Caminho é uma editora portuguesa integrada no grupo editorial LeYa.
Fundada em 1975, seu foco é a literatura portuguesa. Tem um acervo de artigos e livros publicados composto principalmente de autores portugueses contemporâneos: Alice Vieira, Ana Maria Magalhães, Isabel Alçada, Daniel Sampaio, Mário Castrim, Maria Isabel Barreno e Gonçalo M. Tavares. 
Foi a casa editora do autor português e prémio Nobel da literatura José Saramago.
Realizou o Prémio Editorial Caminho de Ficção Científica de 1982 a 1999. O autor brasileiro de ficção científica Bráulio Tavares ganhou o prémio em 1989.